# HLA-B53
HLA-B53 هو نمط مصلي من مستضد الكريات البيضاء البشرية-ب.